# Dharampani (Tanahu)
Dharampani (nep. धरमपानी) – gaun wikas samiti w zachodniej części Nepalu w strefie Gandaki w dystrykcie Tanahu. Według nepalskiego spisu powszechnego z 2001 roku liczył on 709 gospodarstw domowych i 3914 mieszkańców (2134 kobiet i 1780 mężczyzn).